# ایشتوان لوائی
ایشتوان لِوائی (مجاری: Lévai István؛ زادهٔ ۲۳ ژوئیهٔ ۱۹۵۷) بوکسور اهل مجارستان است.